# Gran Premio motociclistico della Germania Est 1962
Il Gran Premio motociclistico della Germania Est fu l'ottavo appuntamento del motomondiale 1962, la quinta edizione con questo nome ma solo la seconda valida per il motomondiale.
Si svolse il 19 agosto 1962 sul Sachsenring ed erano in programma tutte le cinque classi disputate in singolo ma non erano presenti i sidecar. Per quanto riguarda la classe regina si tagliò il traguardo del centesimo gran premio disputato da quel primo Tourist Trophy 1949 che fu la prima prova della storia.
Le vittorie furono di Mike Hailwood su MV Agusta nella classe 500 e dei piloti Honda Jim Redman in 350 e 250 nonché Luigi Taveri in 125. Nella classe di minor cilindrata, la 50 si impose invece la Kreidler condotta da Jan Huberts.
Da registrare, dopo la presenza occasionale avvenuta l'anno precedente, la presenza del primo costruttore sovietico, registrato come CKEB (sigla traducibile in italiano come "Ufficio Centrale di Costruzione e Sperimentazione"). Sempre in questa prova si ripresentò alle gare anche il costruttore di casa, la MZ.

## Classe 500
Furono 27 i piloti al via della prova e di essi 14 vennero classifica al traguardo; tra i ritirati Jack Findlay e Jack Ahearn.

### Arrivati al traguardo
| Pos. | Pilota              | Moto      | Tempo    | Punti |
| ---- | ------------------- | --------- | -------- | ----- |
| 1    | Mike Hailwood       | MV Agusta | 51:00.7  | 8     |
| 2    | Alan Shepherd       | Matchless | +1:37.3  | 6     |
| 3    | Bert Schneider      | Norton    | +2:09.4  | 4     |
| 4    | František Šťastný   | Jawa      | +2:09.9  | 3     |
| 5    | Paddy Driver        | Norton    | +2:10.7  | 2     |
| 6    | Roland Föll         | Matchless | +3:04.9  | 1     |
| 7    | Roy Ingram          | Norton    | +3:24.1  |       |
| 8    | Mike Duff           | Matchless | +1 giro  |       |
| 9    | William Van Leeuwen | Norton    | +1 giro  |       |
| 10   | György Kurucz       | Norton    | +1 giro  |       |
| 11   | Vernon Cottle       | Norton    | +1 giro  |       |
| 12   | Graham Smith        | Norton    | + 2 giri |       |
| 13   | Bosse Granath       | Norton    | + 2 giri |       |
| 14   | Alfred Worel        | BSA       | + 4 giri |       |

## Classe 350

### Arrivati al traguardo (posizioni a punti)
| Pos. | Pilota              | Moto      | Tempo     | Punti |
| ---- | ------------------- | --------- | --------- | ----- |
| 1    | Jim Redman          | Honda     | 49' 45" 7 | 8     |
| 2    | Mike Hailwood       | MV Privat | +46" 6    | 6     |
| 3    | Tommy Robb          | Honda     | +1' 09"   | 4     |
| 4    | Gustav Havel        | Jawa      | +1' 09" 4 | 3     |
| 5    | Mike Duff           | AJS       |           | 2     |
| 6    | Nikolaj Sevast'ânov | CKEB      |           | 1     |

## Classe 250

### Arrivati al traguardo (posizioni a punti)
| Pos. | Pilota              | Moto    | Tempo     | Punti |
| ---- | ------------------- | ------- | --------- | ----- |
| 1    | Jim Redman          | Honda   | 46' 21" 8 | 8     |
| 2    | Mike Hailwood       | MZ      | +0" 3     | 6     |
| 3    | Werner Musiol       | MZ      | +1' 38" 7 | 4     |
| 4    | Moto Kitano         | Honda   | +1 giro   | 3     |
| 5    | Nikolaj Sevast'ânov | CKEB    |           | 2     |
| 6    | Dan Shorey          | Bultaco |           | 1     |

## Classe 125
Come era già accaduto nella gara precedente nell'Ulster, la gara dell'ottavo di litro fu molto combattuta, con i primi tre piloti giunti al traguardo nello spazio di sette decimi di secondo.

### Arrivati al traguardo (posizioni a punti)
| Pos. | Pilota          | Moto  | Tempo      | Punti |
| ---- | --------------- | ----- | ---------- | ----- |
| 1    | Luigi Taveri    | Honda | 43' 58" 3  | 8     |
| 2    | Jim Redman      | Honda | + 0" 3     | 6     |
| 3    | Hans Fischer    | MZ    | + 0" 7     | 4     |
| 4    | Tommy Robb      | Honda | + 1' 06" 8 | 3     |
| 5    | Klaus Enderlein | MZ    | + 1' 11" 8 | 2     |
| 6    | Werner Musiol   | MZ    | + 1' 31" 7 | 1     |

## Classe 50
Infortunatosi nella gara precedente dell'Ulster, il pilota in testa alla classifica mondiale Ernst Degner era assente, evitando così peraltro anche qualsiasi problematica politica dopo il suo passaggio in Germania Occidentale dell'anno precedente.

### Arrivati al traguardo (prime 9 posizioni)
| Pos. | Pilota           | Moto     | Tempo     | Punti |
| ---- | ---------------- | -------- | --------- | ----- |
| 1    | Jan Huberts      | Kreidler | 21' 36" 1 | 8     |
| 2    | Mitsuo Itoh      | Suzuki   | +4" 1     | 6     |
| 3    | Hugh Anderson    | Suzuki   | +11" 1    | 4     |
| 4    | Luigi Taveri     | Honda    | +11" 3    | 3     |
| 5    | Tommy Robb       | Honda    |           | 2     |
| 6    | Dan Shorey       | Kreidler |           | 1     |
| 7    | Kenjiro Tanaka   | Honda    |           |       |
| 8    | Walter Brehme    | MZ       |           |       |
| 9    | Erhard Krumpholz | MZ       |           |       |